# ترادف صرفي
الترادف الصرفي هو أن تتطابق الصيغتان الصرفيَّتان في الدلالة على معنى صرفي واحد بلا أدنى فرق. وله صورتان: الأولى أن يكون التطابق في أكثر من لغة، وهو ما لا ينكره أحد من العلماء، فتستعمل قبيلة صيغة صرفيّة للدلالة على معنى معيّن، وتستعمل قبيلة أخرى صيغة أخرى؛ للدلالة على المعنى نفسه. والثانية أن يكون التطابق في اللغة الواحدة، وهو ما لا يصحّ وقوعه، ولا سيما في التعبير القرآنيّ. أما الترادف بمعنى التقارب لا بمعنى التطابق التامّ، فهو أمر لا ينكره أحد، وأمثلته أكثر من أن تحصى. ويكون التفريق بين الصيغتين من حيث الدلالة على أساسين: على أساس منهج (التباين الصرفي)، وعلى أساس منهج (العموم الصرفي).